# Flughafen Launceston

i8
i11
i13
Der Flughafen Launceston (englisch Launceston Airport, IATA-Code: LSt, ICAO-Code: YMLT) ist ein Flughafen auf dem nördlichen Teil der zu Australien gehörenden Insel Tasmanien. Der Flughafen liegt auf dem Gebiet des kleinen Ortes Western Junction und ist der nahegelegenen Stadt Launceston, welche auch Namensgeber des Flughafens ist, zugeordnet. Der Flughafen spielt heute eine wichtige Rolle in den durch Urlauber geprägten Flugverkehr Tasmaniens und ist nach dem Hobart International Airport der zweitwichtigste Flughafen auf der Insel.

## Geschichte
Der Bau des Flughafens begann im Jahr 1931. Die Eröffnung des zu dieser Zeit unbefestigten Flugplatzes unter dem Namen Western Junction Airfield erfolgte im Jahr 1935. Ab 1945 erfolgte die heute nicht mehr vorhandene Nutzung durch die Royal Australian Air Force, was in den kommenden Jahren neben den steigenden Passagierzahlen zu Ausbauprojekten und -vorhaben führte, die unter anderem die Erweiterung der Vorfelder, Taxiways und der Befestigung der Hauptstart- und Landebahn 14R/32L. 1988 wurde der Flughafen zusammen mit etlichen anderen australischen Verkehrsflughäfen in die staatliche Federal Airports Corporation überführt. 1998 erfolgte schließlich im Rahmen des Airport Act 1998 die Privatisierung, wobei der Flughafen an die Australia Pacific Airports Pty Ltd für einen einmaligen Betrag für die nächsten Jahrzehnte verpachtet wurde.